# Un colpo di fortuna - Coup de chance
Un colpo di fortuna - Coup de chance (Coup de chance) è un film del 2023 scritto e diretto da Woody Allen.
Si tratta del cinquantesimo film diretto da Woody Allen, nonché il primo girato in lingua francese.

## Trama
Fanny e Jean hanno tutto della coppia ideale: realizzati nella loro vita professionale, vivono in un magnifico appartamento nei quartieri alti di Parigi e sembrano innamorati come il primo giorno. Ma quando Fanny incrocia casualmente Alain, un ex compagno di liceo, la situazione si capovolge. Si rivedono e si avvicinano molto velocemente. Alain, divenuto scrittore, non fa mistero di essere sempre stato innamorato di lei. Al tempo stesso nelle serate mondane del marito, il quale come mestiere «fa diventare più ricche persone già ricche», la donna, a volte definita "moglie trofeo" dai conoscenti, si trova sempre più a disagio.
Fanny e Alain cominciano così un'intensa relazione extraconiugale, al punto che lei sembra decisa a lasciare il marito. Questi, insospettito da alcuni dettagli, contatta degli investigatori privati per sapere se la consorte ha un amante, vedendo i suoi timori confermati. Così, ingaggia due malavitosi di fiducia per sbarazzarsi di Alain. Dopo l'omicidio Fanny, non reperendo più l'amante e trovandone l'appartamento vuoto, si convince che Alain l'abbia abbandonata per mancanza di coraggio, si riavvicina al marito, con il quale pensa di mettere al mondo un figlio, e qualche giorno più tardi racconta tutto alla madre Camille.
Camille viene però a sapere di un vecchio socio di Jean trovato morto tempo prima in circostanze misteriose e, benché la vicenda fosse stata archiviata come suicidio, non riesce a persuadersene. Anche se la figlia non le crede, Camille prova a insinuare in lei questo sospetto, del quale Jean viene a conoscenza, decidendo di sbarazzarsi anche di Camille per mettersi al riparo da ogni problema. Trovato nel cassetto di Jean il biglietto dell'ufficio dell'investigatore, Camille lo raggiunge inventando il sospetto di essere tradita dal marito e di aver avuto consiglio da Jean di rivolgersi a lui. Il detective subito dopo riferisce la cosa a Jean, precisando di non aver parlato a Camille del lavoro fatto per Jean. 
Quest'ultimo tuttavia non si persuade che Camille non sospetti nulla e quella sera ode di nascosto proprio Camille che racconta alla figlia il suo incontro con il detective. Jean organizza allora con uno dei malavitosi un "incidente" di caccia durante un weekend in campagna. Mentre Camille e Jean si inoltrano nel bosco, Fanny rientra a Parigi per recuperare una medicina dimenticata dalla madre. Tornata nell'appartamento dell'ex amante, scopre il suo manoscritto in un cassetto segreto, e capisce che c'è davvero qualcosa di strano nella scomparsa di Alain, perché egli non sarebbe mai partito senza portare con sé l'unico esemplare del suo romanzo ancora incompiuto. 
Nel bosco, ormai in luogo isolato, Jean imbraccia il fucile e lo punta verso Camille, ma all'improvviso viene abbattuto da un altro cacciatore, che lo ha scambiato per un animale. Fanny frattanto legge il manoscritto di Alain, il quale, attraverso le vicende della donna protagonista, scrive che tutta la vita è un insieme di casualità e colpi di fortuna, e che in ogni caso chiunque può vincere qualcosa che costruisce la vita anche se non è una "vittoria" completa (come un biglietto della lotteria, che forse non fa vincere chi lo ha comperato ma contribuisce a fare vincere qualcun altro) e che bisogna godersi ciò senza chiedere perché succeda.

## Produzione
Nel luglio 2022 Woody Allen annunciò che avrebbe diretto un film thriller in lingua francese. Nel settembre 2022 Valérie Lemercier, Niels Schneider, Lou de Laâge e Melvil Poupaud si unirono al cast del film. Nel febbraio 2023 fu annunciato il titolo: Coup de Chance.
Le riprese del film sono iniziate nell'ottobre 2022 a Parigi, in Francia.

## Promozione
Il primo trailer del film è stato diffuso il 5 giugno 2023.

## Distribuzione
La pellicola è stata presentata fuori concorso all'80ª Mostra internazionale d'arte cinematografica di Venezia il 4 settembre 2023 e distribuita nelle sale cinematografiche francesi a partire dal 27 settembre, mentre in quelle italiane dal 6 dicembre dello stesso anno.

## Accoglienza
Sull'aggregatore di recensioni Rotten Tomatoes ha un indice di gradimento del 83% basato su 89 recensioni, con un voto medio di 7 su 10; il consenso critico del sito recita: "Il cinquantesimo film di Woody Allen, Coup de Chance, aggiunge un altro rimbalzo creativo all'opera dello scrittore-regista con un thriller affascinante che compensa con l'arguzia ciò che manca in sorprese." Metacritic assegnò al film un punteggio di 64 su 100, basato su 17 recensioni, indicante un "giudizio generalmente favorevole".
Xan Brooks di The Guardian assegnò al film tre stelle su cinque, scrivendo: "Le interpretazioni forti e credibili lubrificano gli ingranaggi durante questi rumorosi cambi di marcia e servono a distrarre dai suoi occasionali momenti di inverosimiglianza. Implicitamente, ci invitano anche a chiudere un occhio su alcuni piccoli errori di continuità." Chris Vognar di Rolling Stone commentò: "Coup de Chance si muove rapidamente, il che significa due cose: il film ha un buon ritmo, reso per lo più in scene brevi e concise; e tende a sorvolare la superficie, usando i suoi personaggi per fare punti filosofici all'interno di uno schema più ampio." Glenn Kenny, scrivendo per il sito RogerEbert.com, lo definì "un thriller in lingua francese avvincente ed efficace che è anche, tra le altre cose, la barzelletta sulla suocera più lunga del mondo."
Una recensione positiva da parte di Leonard Maltin elogiò la fotografia di Vittorio Storaro, ed aggiunse inoltre: "Qualcuno presterebbe particolare attenzione a un film d'importazione francese su amore e inganno senza star note se non ci fosse il nome di Woody Allen? Forse no, ma poiché questa è la sua opera – riconoscibile – e mostra una mano sicura nel guidare il tutto, vale la pena vederlo e segnarlo come il suo cinquantesimo film. Io, per esempio, non vedo l'ora di vedere il suo prossimo." Rex Reed diede al film tre stelle e mezzo su quattro, descrivendolo come "il miglior film di Allen in anni... riportando il magistrale regista al suo meritato posto di uno dei narratori più profondi dello schermo." Egli inoltre sottolineò il cast: "Anche le superbe interpretazioni di un cast eccezionale sono di enorme aiuto. Soprattutto Lou de Laâge, la cui Fanny è infinitamente affascinante in un modo eccentrico ma realistico, piena di rivelazioni uniche e tracce di Diane Keaton." Anche Peter Travers fu positivo, scrivendo: "Coup de Chance non è un traguardo nella sua carriera. Ma è Allen che va avanti, creando il tipo di film con cui si è fatto un nome, il tipo di film che ti fa ridere fino alle lacrime. E questo è davvero un colpo di fortuna."
Leslie Felprin di The Hollywood Reporter scrisse del film: "Questo lavoro per lo più competente ma in gran parte poco interessante, al limite dello sciocco, mantiene la tradizione di Allen di continuare come al solito, facendo più o meno la stessa vecchia cosa, con piccole innovazioni ai margini e alcuni attori nel cast che non hanno mai lavorato con Allen prima." Owen Gleiberman di Variety notò che il film "è radicato in una disinvolta consapevolezza continentale su questioni di amore, matrimonio, adulterio... e come liberarsi delle persone che ti rovinano la vita... Non è una commedia, ma mentre lo guardi puoi quasi vedere Woody Allen in disparte, che ride della follia umana che ti sta mostrando." The Wall Street Journal lo definì: "La migliore opera di Woody Allen da molti anni a  questa parte."